# Хюлльмандель, Чарлз Джозеф

Twenty-four views of Italy, 1818

Чарлз Джозеф Хюлльмандель, Шарль Жозеф Хюлльмандель (англ. Charles Joseph Hullmandel; 15 июня 1789, Лондон, — 15 ноября 1850, там же) — британский литограф. Сын французского композитора Николя Жозефа Хюлльманделя, эмигрировавшего в Лондон в связи с революционными событиями во Франции.
Во время путешествий по континентальной Европе для обучения рисунку и живописи в натурных условиях Хюлльмандель в 1817 году познакомился с изобретателем литографии Алоисом Зенефельдером и уже в следующем году основал в Лондоне литографическую мастерскую, ставшую одним из важнейших заведений в развитии литографии в Великобритании. Сообщается также, что относительно химических основ литографической технологии Хюлльманделя консультировал Майкл Фарадей.
Технические усовершенствования, введённые Хюлльманделем, позволили передавать при литографической печати мягкие градации цветовых оттенков, что было весьма важно для тиражирования работ новейших английских художников. В 1820 году Хюлльмандель перевёл на английский язык «Руководство по литографии» Антуана Рокура, а в 1824 году опубликовал собственный труд «Искусство рисунка на камне» (англ. The Art of Drawing on Stone).